# فلة القصر (بلنثية)

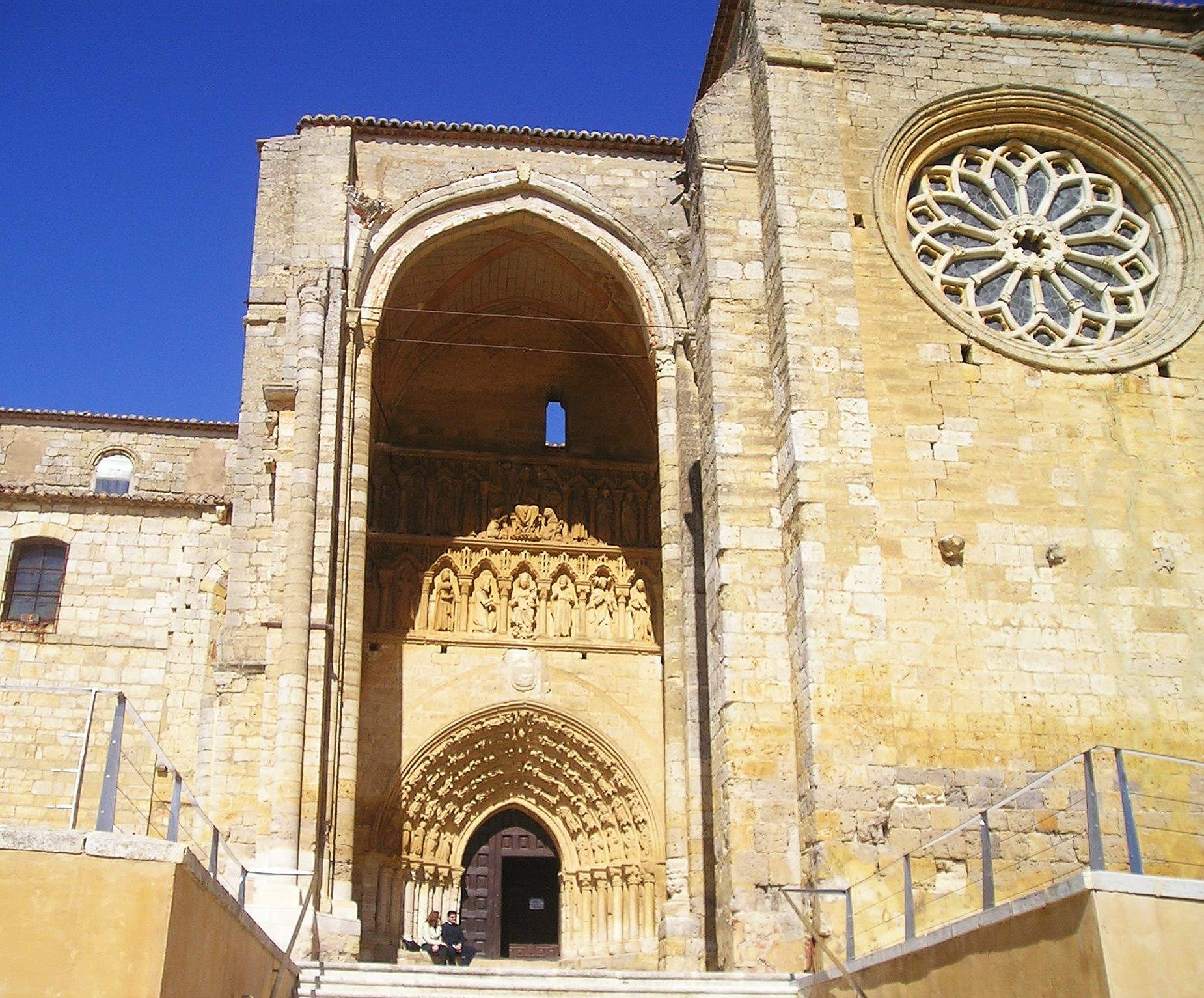
كنيسة العذراء فلة القصر

فِلَّة القصر هي بلدية تقع في مقاطعة بلنثية في قشتالة وليون بإسبانيا. بلغ عدد سكان البلدية 216 نسمة وفقًا لتعداد عام 2004 (INE).